# Яйцевая капсула хрящевых рыб

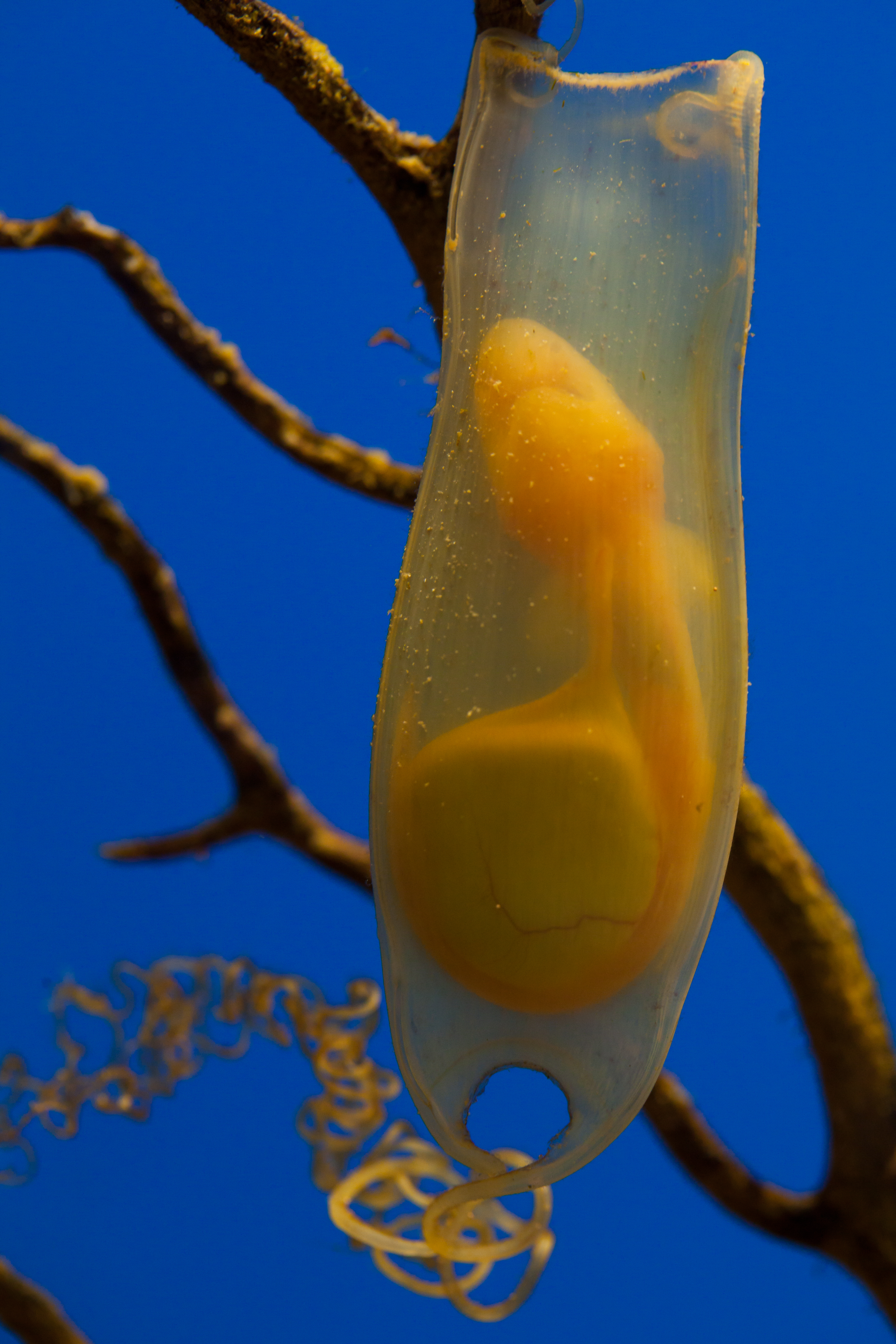
Яйцевая капсула обыкновенной кошачьей акулы

Яйцевая капсула, в разговорной речи называемая «руса́лочий кошелёк» или «дьявольский кошелёк», — оболочка, окружающая оплодотворённые яйца некоторых акул, скатов и химер. Один из обычных объектов, выносимых штормами или приливной волной на берег моря. Яйцевые капсулы состоят из коллагеновых нитей. Они довольно лёгкие, поэтому их часто находят на береговой линии, в области самого высокого уровня воды в прилив. Яйцевые капсулы, выброшенные на берег, обычно пустые, то есть молодь уже вылупилась и вышла из капсулы. Кроме этого, яйцевые капсулы часто встречаются в орудиях лова, таких как сети и ловушки, а также на дне моря во время наблюдений с подводных аппаратов.

## Общие сведения

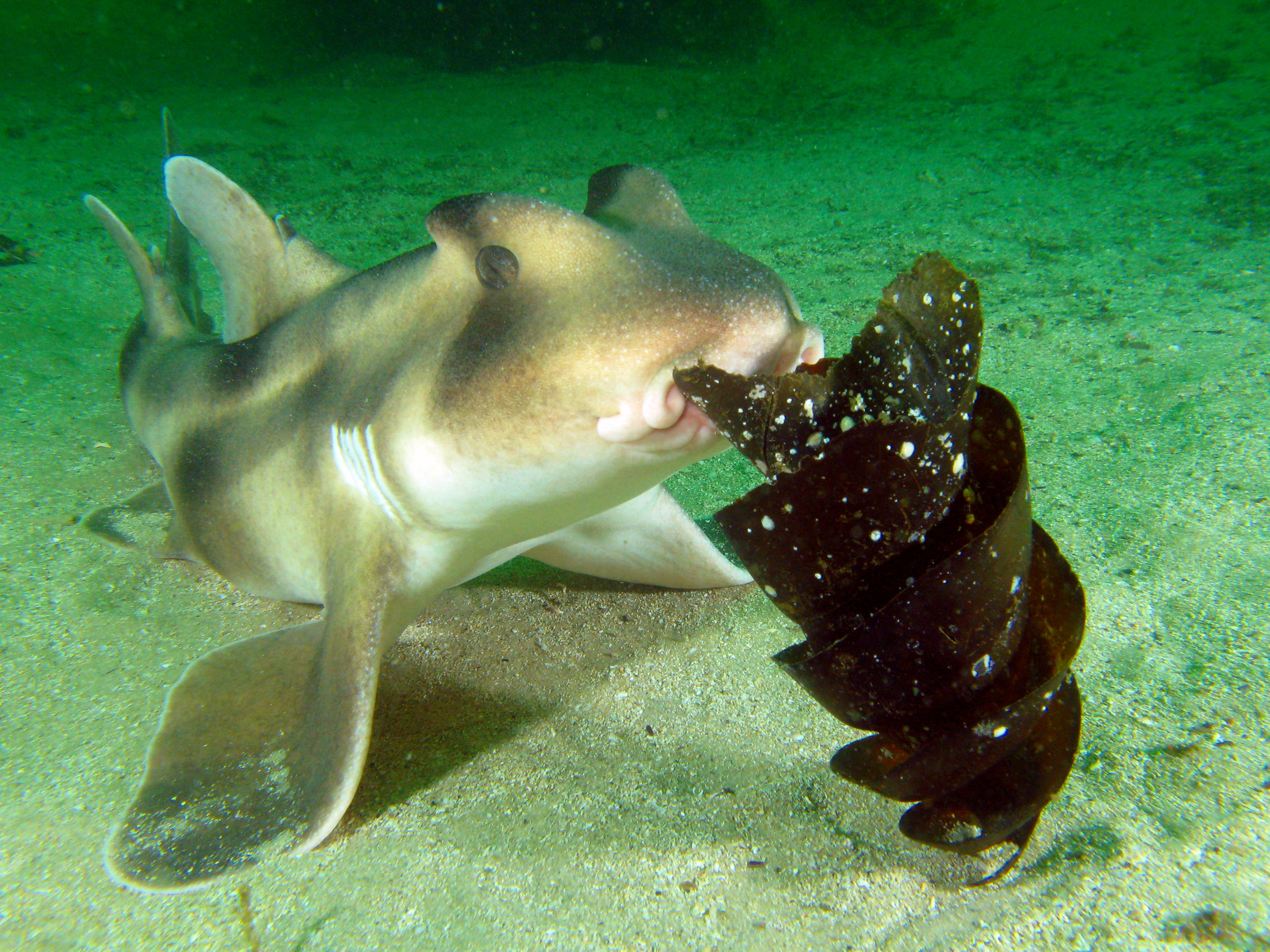
Шлемовидная бычья акула поедает крупную яйцевую капсулу австралийской бычьей акулы. Винтообразные наросты помогают закрепить капсулу в расщелинах камней.

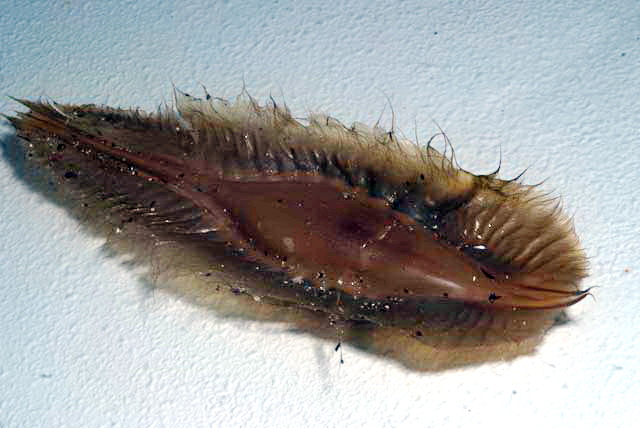
Яйцевая капсула каллоринха Callorhinchus capensis

Размеры яйцевых капсул у акул варьируются от 5 см у обыкновенной кошачьей акулы до 10 см у звёздчатой кошачьей акулы (длина без учёта четырёх длинных усиков, расположенных на каждом углу капсулы). Усики служат для прикрепления капсул к субстрату. Яйцевые капсулы скатов отличаются от таковых у акул, и имеют скорее рога, чем усики. Самые крупные капсулы у большого калифорнийского ската Raja binoculata — до 31 см. Цвет и форма яйцевых капсул также значительно отличаются у разных видов хрящевых рыб.
Самки откладывают яйцевые капсулы парами на дно моря. Развитие эмбрионов в яйце продолжается в пределах 9 месяцев, но затягивается до 12 месяцев и более у некоторых видов глубоководных кошачьих акул, размножающихся в очень холодной воде. Если найденные яйцевые капсулы ещё влажные (но не высохшие) и не имеют видимых нарушений, то они скорее всего ещё заселены.
Ромбовые скаты относятся к яйцекладущим организмам. Самки после внутреннего оплодотворения откладывают яйцевые капсулы на дно. Защитная яйцевая капсула формируется вокруг эмбриона ещё в яичниках. Проведены исследования, когда яйцевые капсулы извлекались из зрелых самок для гарантии точной видовой идентификации, что даёт хороший инструмент для отнесения яйцевой капсулы к тому или иному виду. Яйцевые капсулы имеют отличительные характеристики, которые уникальны для каждого вида, основные из них: форма киля, и отсутствие или наличие волокнистого покрытия. Киль проходит латерально вдоль обеих сторон тела по внешнему краю капсулы, имеет пластичную структуру. Кили также проходят вдоль рогов у некоторых видов. Некоторые яйцевые капсулы имеют широкие кили (больше чем 10 % от максимальной ширины капсулы), другие имеют узкие кили (менее 10 % максимальной ширины капсулы). Многие капсулы покрыты слоями нитей, толщина покрытия различается у разных видов скатов.

## Большой калифорнийский скат
Большой калифорнийский скат является самым крупным ромбовым скатом в северной части Тихого океана. Максимальный зарегистрированный размер — 244 см, масса тела — 91 кг, обычно длина тела не превышает 180 см.
Основные особенности яйцевой капсулы:
- Яйцевая капсула большого калифорнийского ската одна из самых крупных у ромбовых скатов, обычно длиной от 210 до 280 мм и шириной от 110 до 180 мм.

- Капсула очень гладкая и не несёт наружного волокнистого материала.

- Может быть легко идентифицирована, поскольку только она имеет крутой гребень, что придаёт капсуле выпуклую форму.

- Кили довольно широкие — они составляют 30—33 % ширины капсулы.

- В яйцеводах расположено две капсулы.

- Один из двух видов скатов, которые имеют до 7 яиц в каждой капсуле (обычно 3—4).

- Различия между наименьшей и наибольшей длиной капсул составляет 70 мм, что редкое явление для скатов. Установление зависимости между длиной капсулы и общей длиной самок поможет ответить на вопрос о причинах данной особенности у большого калифорнийского ската.

- Длина капсулы составляет примерно 15 % от длины самок ската.

- Цвет свежеотложенных капсул оливково-зелёный и изменяется на тёмно-коричневый с возрастом. Обсохшие капсулы темнеют и сморщиваются (см. фото)

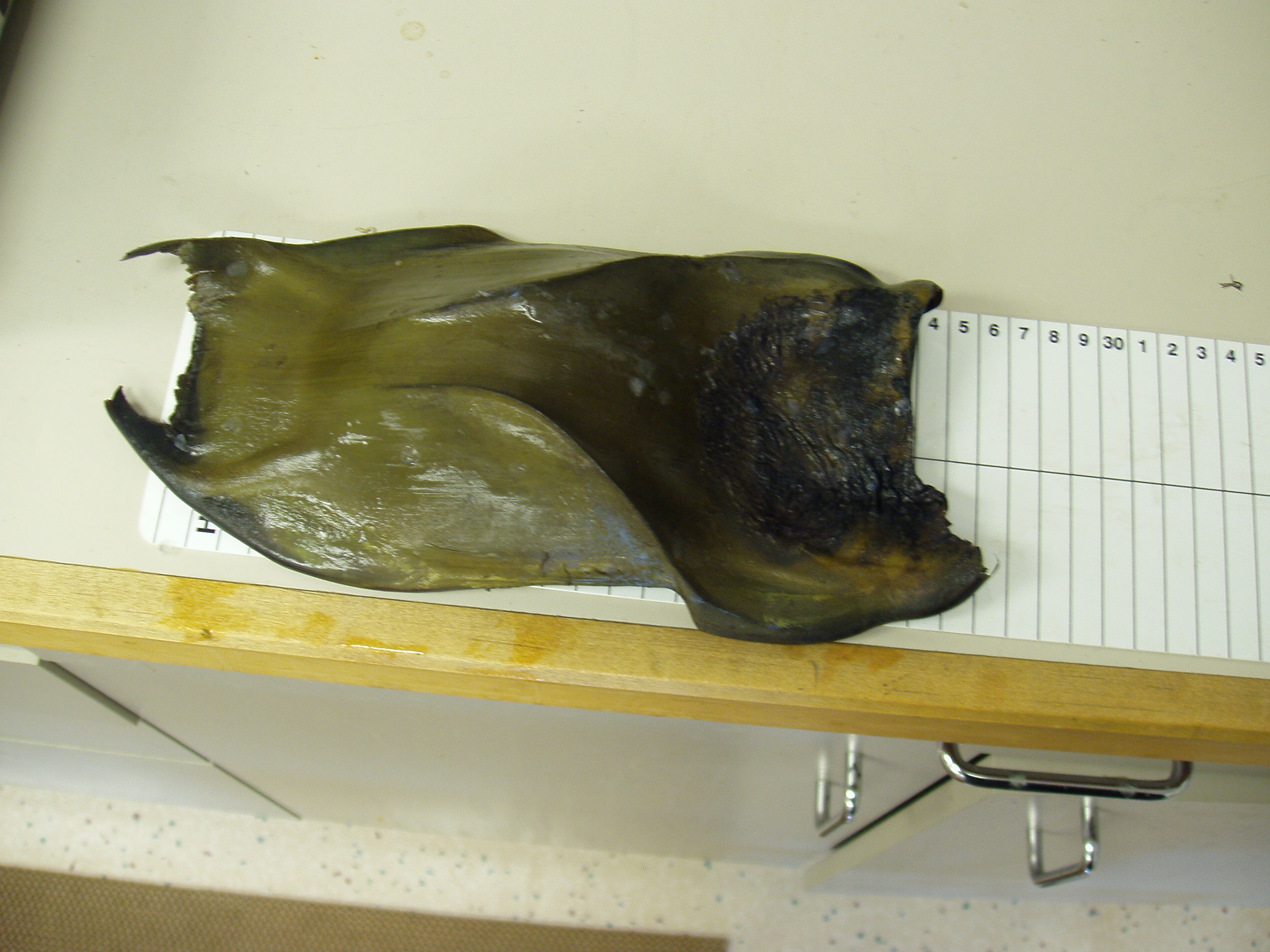
Яйцевая капсула большого калифорнийского ската
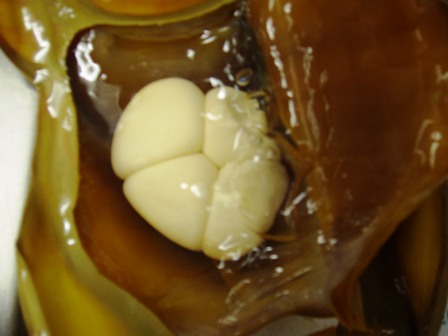
Четыре эмбриона внутри яйцевой капсулы
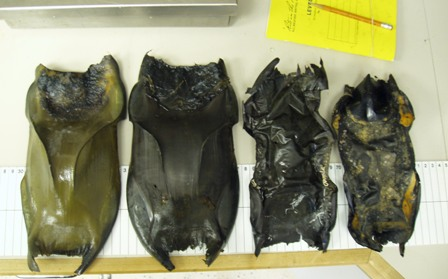
Яйцевые капсулы различного возраста: слева — только что отложенная, справа — самая старая

## Другие виды скатов
Raja rhina является самым крупным из ромбовых скатов, достигая максимальной длины 145 см. Хотя его яйцевые капсулы мельче, чем у большого калифорнийского ската, они все-таки крупные, длина 93—102 мм.
Основные особенности яйцевой капсулы:
- Яйцевая капсула содержит один эмбрион.

- Вариации по длине капсулы составляют всего 9 мм. Это характерно для большинства видов скатов, у которых разброс по длине яйцевой капсулы находится в пределах 1-16 мм.

- Яйцевая капсула коричневого цвета, покрыта фиброзным материалом. Покрытие толще на внешней стороне по сравнению со стороной, прилегающей к грунту. Под покрытием поверхность капсулы гладкая.

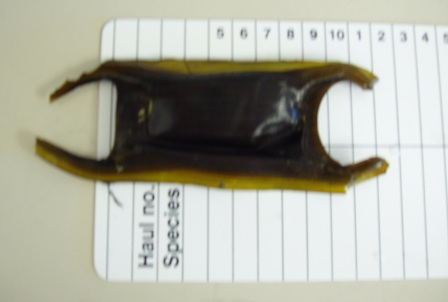
Яйцевая капсула грубохвостого ската

Грубохвостый (чёрный) скат Bathyraja trachura, среднего размера глубоководный скат, достигающий длины 91 см.
Основные особенности яйцевой капсулы:
- Яйцевая капсула содержит единственный эмбрион.

- Максимальная зафиксированная длина капсулы — 78 мм.

- Диапазон длин разных капсул достигает 16 мм.

- Поверхность капсулы гладкая без волокнистого материала.

- Кили очень широкие, что является основной характерной чертой для идентификации принадлежности капсулы к данному виду скатов.

Гладкий скат Dipturus batis
Яйцевая капсула очень крупная (длина от 106 до 245 мм, ширина от 50 до 145 мм), прямоугольной формы, с чётко выраженными латеральными килями, покрыта плотно прилегающими волокнистыми нитями.

## Значимость изучения характерных черт яйцевых капсул скатов и их размеров
Знание морфологии яйцевых капсул может быть использовано для идентификации принадлежности особи к определенному виду скатов, а также для обнаружения новых видов. Находки яйцевых капсул помогают получать информацию о распределении скатов, поведению и о предпочитаемых местообитаниях, таких как места откладки яиц.
Характерные черты яйцевых капсул снижают вероятность описания «новых» видов скатов.
Исследователи получают возможность идентифицировать экземпляр ската, ранее не встречавшийся в определённой области обитания.